# Eupithecia nepalata
Eupithecia nepalata är en fjärilsart som beskrevs av Schütze 1961. Eupithecia nepalata ingår i släktet Eupithecia och familjen mätare. Inga underarter finns listade i Catalogue of Life.